# Aleuroclava meliosmae
Aleuroclava meliosmae là một loài côn trùng cánh nửa trong họ Aleyrodidae, phân họ Aleyrodinae.
Aleuroclava meliosmae được Takahashi miêu tả khoa học đầu tiên năm 1932.